# Bahnstrecke Offenbach-Bieber–Dietzenbach
| Empfangsgebäude des Bahnhofs Dietzenbach |                                    |                                                               |                                                               |
| Streckennummer (DB): | 3662                               |                                                               |                                                               |
| Kursbuchstrecke (DB): | 645.2                              |                                                               |                                                               |
| Kursbuchstrecke: | 317k (1946)                        |                                                               |                                                               |
| Streckenlänge: | 9,6 km                             |                                                               |                                                               |
| Spurweite: | 1435 mm (Normalspur)               |                                                               |                                                               |
| Streckenklasse: | D4                                 |                                                               |                                                               |
| Stromsystem: | 15 kV 16,7 Hz ~                    |                                                               |                                                               |
| Maximale Neigung: | <15 ‰                              |                                                               |                                                               |
| Minimaler Radius: | 300 m                              |                                                               |                                                               |
| Streckengeschwindigkeit: | 120 km/h                           |                                                               |                                                               |
| Zugbeeinflussung: | PZB                                |                                                               |                                                               |
| Zweigleisigkeit: | Offenbach-Bieber–Dietzenbach Mitte |                                                               |                                                               |
| |                                    |                                                               |                                                               |
| Bundesland (D): | Hessen                             |                                                               |                                                               |
| \| \| \| von Offenbach \| \| \| \| 4,2 \| Offenbach-Bieber \| Offenbach-Bieber \| \| \| \| nach Dieburg \| \| \| \| \| A 3 \| \| \| \| 7,8 \| Heusenstamm \| Heusenstamm \| \| \| 8,5 \| Industriegleis Heusenstamm, DB-Brückenbaumeisterei (bis 2002) \| Industriegleis Heusenstamm, DB-Brückenbaumeisterei (bis 2002) \| \| \| 11,6 \| Industriegebiet Steinberg \| Industriegebiet Steinberg \| \| \| 11,7 \| Dietzenbach-Steinberg (Bft) \| Dietzenbach-Steinberg (Bft) \| \| \| 12,7 \| Dietzenbach Mitte \| Dietzenbach Mitte \| \| \| 13,9 \| Dietzenbach Bahnhof (Bft) Endstation \| Dietzenbach Bahnhof (Bft) Endstation \| |                                    |                                                               |                                                               |
| Strecke |                                    | von Offenbach                                                 | von Offenbach                                                 |
| S-Bahnhof | 4,2                                | Offenbach-Bieber                                              | Offenbach-Bieber                                              |
| Abzweig geradeaus und nach links |                                    | nach Dieburg                                                  | nach Dieburg                                                  |
| Strecke mit Straßenbrücke |                                    | A 3                                                           | A 3                                                           |
| S-Bahn-Halt | 7,8                                | Heusenstamm                                                   | Heusenstamm                                                   |
| Abzweig geradeaus und ehemals nach rechts | 8,5                                | Industriegleis Heusenstamm, DB-Brückenbaumeisterei (bis 2002) | Industriegleis Heusenstamm, DB-Brückenbaumeisterei (bis 2002) |
| Abzweig geradeaus und ehemals von links | 11,6                               | Industriegebiet Steinberg                                     | Industriegebiet Steinberg                                     |
| S-Bahn-Halt | 11,7                               | Dietzenbach-Steinberg (Bft)                                   | Dietzenbach-Steinberg (Bft)                                   |
| S-Bahnhof | 12,7                               | Dietzenbach Mitte                                             | Dietzenbach Mitte                                             |
| S-Bahn-Halt Streckenende | 13,9                               | Dietzenbach Bahnhof (Bft) Endstation                          | Dietzenbach Bahnhof (Bft) Endstation                          |

Die Bahnstrecke Offenbach-Bieber–Dietzenbach ist eine weitgehend zweigleisige Hauptbahn. Sie zweigt im Bahnhof Offenbach-Bieber von der Rodgaubahn ab und führt über Heusenstamm bis nach Dietzenbach. Die Strecke wird von der Linie S 2 der S-Bahn Rhein-Main befahren.

## Geschichte
Die Strecke Offenbach-Bieber–Dietzenbach schließt an die 1896 eröffnete Rodgaubahn an und wurde am 1. Dezember 1898 eröffnet. Sie ist Ergebnis eines seit etwa 1870 anhaltenden, lange andauernden Bemühens der lokalen Ebene, das Gebiet südlich von Offenbach durch eine Eisenbahn zu erschließen, die aber durch das Großherzogtum Hessen nur sehr zögerlich aufgegriffen wurde. So dauerte es bis 1888 bis schließlich die Zustimmung der Regierung vorlag und weitere zehn Jahre, bis der erste Zug fuhr.
Die Züge verkehrten zunächst im Dampfbetrieb, nach dem Zweiten Weltkrieg zunehmend mit Diesellokomotiven. Die Bedeutung der Verbindung lag im wachsenden Pendlerverkehr aus dem Landkreis Offenbach zu den Arbeitsplätzen in der Lederwarenindustrie der Kreisstadt.
Zum 18. Juni 1982 wurde der Personenverkehr auf der Strecke eingestellt und abgesehen von den zum Hessentag 2001 eingesetzten Zügen erst im Dezember 2003 wieder aufgenommen, nachdem die Strecke zwischenzeitlich nur gering durch Schienengüterverkehr genutzt worden war (vom sogenannten „Bananenexpress“).

### Umbau auf S-Bahn-Standard
Bereits Ende der 1950er-Jahre wurde die Einrichtung eines S-Bahn-Betriebes auf der Strecke ins Gespräch gebracht. Es sollte aber noch bis zum 23. März 2001 dauern, bis ein Umbau der Verbindung nach Dietzenbach zu einer zweigleisigen, elektrifizierten Strecke im Rahmen des Frankfurter S-Bahn-Netzes begonnen wurde. Eine Verlängerung zum zentralen Bahnhof Rödermark-Ober Roden über Rödermark-Urberach scheiterte an fehlender Wirtschaftlichkeit.
Der letzte Kilometer zwischen dem Bahnhof Dietzenbach Mitte und dem Haltepunkt Dietzenbach Bahnhof wurde nur eingleisig ausgeführt. Die Endhaltestelle liegt in unmittelbarer Nähe zum Spessartviertel (ehemals: „Starkenburgring“), einem überregional bekannten sozialen Brennpunkt. Nach einschlägigen Vorfällen wurden dort die Keramikisolatoren an den Oberleitungsmasten der Bahn mit schusssicheren Metallplatten zu der Hochhaussiedlung hin versehen.
Zum Fahrplanwechsel 2003/2004 am 14. Dezember 2003 wurde der S-Bahn-Betrieb aufgenommen, die Strecke Teil der S-Bahn-Linie S 2 (Niedernhausen–Dietzenbach) und so in das von der DB Regio AG betriebene Netz der S-Bahn Rhein-Main integriert.
Nach dem Umbau zur S-Bahn verblieb nur ein einziger Gleisanschluss in Dietzenbach-Steinberg. Dieser wurde bis Herbst 2008 zuletzt nur noch von einem Früchte-Großhandel zwecks Belieferung einer Halle zur Reifung von Bananen genutzt, der aber nun auch auf Straßengüterverkehr umgestellt hat.

### Geplante Streckenverlängerung
Seit Betriebsaufnahme gab es Pläne, die Strecke über Dietzenbach hinaus zu verlängern. Dietzenbach sollte also nicht Endpunkt der Strecke bleiben. 1906 und erneut 1913 war eine Fortführung nach Messel im Gespräch, der Erste Weltkrieg machte jedoch sämtliche Planungen zunichte.
Nach der Betriebsaufnahme der S-Bahn 2003 war im Gespräch, die Bahnstrecke weiterzubauen und die S-Bahn-Linie über den Bahnhof Rödermark-Urberach und weiter über die Bahnstrecke Dreieich-Buchschlag–Rödermark-Ober Roden (Dreieichbahn) nach Rödermark-Ober Roden zu verlängern. Dieses Vorhaben scheiterte zu diesem Zeitpunkt jedoch an fehlender Wirtschaftlichkeit.
2020 führte der Rhein-Main-Verkehrsverbund eine Vorstudie durch, um die Planungen für eine Streckenverlängerung wieder aufzunehmen. Vorgesehen ist eine 3,1 km lange Neubaustrecke von Dietzenbach Bahnhof nach Rödermark-Urberach. Von dort sollen die S-Bahn-Züge über Rödermark-Ober Roden nach Dieburg und gegebenenfalls auch nach Darmstadt Hbf weiterfahren.